# لوند، پاکستان
لوند (به انگلیسی: Lond) یک منطقهٔ مسکونی در پاکستان است که در خیبر پختونخوا واقع شده‌است. لوند ۲٬۶۲۵ متر بالاتر از سطح دریا واقع شده‌است.